# أسعيد الدحيلان
أسعيد يوسف الدحيلان هو لاعب كرة قدم سعودى يلعب لنادي هجر.